# Detașamentul orb
Detașamentul orb este un film românesc din 2014 regizat de Vlad Feneșan. Rolurile principale au fost interpretate de actorii Radu Iacoban, Rudy Rosenfeld, Bujor Macrin.

## Distribuție
Distribuția filmului este alcătuită din:
- Aura Călărașu
- Rudy Rosenfeld
- Dumitru Dumitru
- Constantin Dinulescu
- Radu Iacoban
- Manuela Ciucur
- Alexandru Virgil Platon
- Papil Panduru
- Claudiu Trandafir — Comandantul
- Mircea Andreescu
- Bujor Macrin